# Olympische Sommerspiele 2012/Leichtathletik – 10.000 m (Männer)

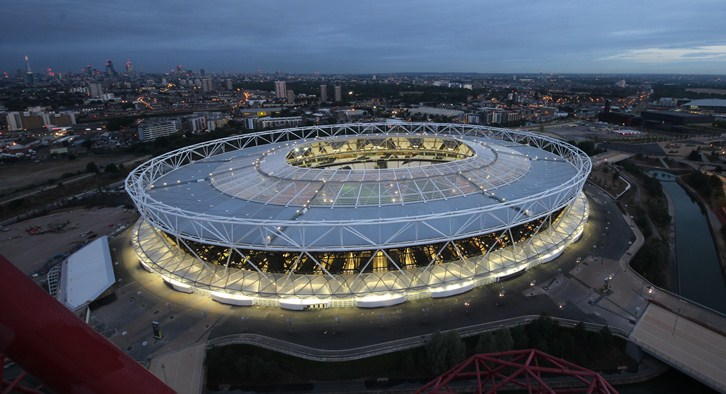
Das Olympiastadion von London im Jahr 2015

Der 10.000-Meter-Lauf der Männer bei den Olympischen Spielen 2012 in London wurde am 4. August 2012 im Olympiastadion London ausgetragen. 29 Athleten nahmen teil.
Olympiasieger wurde der Brite Mo Farah. Der US-Amerikaner Galen Rupp gewann die Silbermedaille. Bronze errang der Äthiopier Tariku Bekele.
Athleten aus Deutschland, der Schweiz, Österreich und Liechtenstein nahmen nicht teil.

## Aktuelle Titelträger
| Olympiasieger                      | Kenenisa Bekele ( Äthiopien)               | 27:01,17 min                               | Peking 2008       |
| Weltmeister                        | Ibrahim Jeilan ( Äthiopien)                | 27:13,81 min                               | Daegu 2011        |
| Europameister                      | Polat Kemboi Arıkan ( Türkei)              | 28:22,27 min                               | Helsinki 2012     |
| Zentralamerika und Karibik-Meister | Juan Carlos Romero ( Mexiko)               | 28:54,06 min                               | Mayagüez 2011     |
| Südamerika-Meister                 | Giovani dos Santos ( Brasilien)            | 28:41,02 min                               | Buenos Aires 2011 |
| Asienmeister                       | Ali Hasan Mahboob ( Bahrain)               | 28:35,49 min                               | Kōbe 2011         |
| Afrikameister                      | Kenneth Kipkemoi ( Kenia)                  | 27:19,74 min                               | Porto-Novo 2012   |
| Ozeanienmeister                    | Wettbewerb nicht im Meisterschaftsprogramm | Wettbewerb nicht im Meisterschaftsprogramm | Cairns 2012       |

## Bestehende Rekorde
| Weltrekord         | Kenenisa Bekele ( Äthiopien) | 26:17,53 min | Brüssel, Belgien                      | 26. August 2005 |
| Olympischer Rekord | Kenenisa Bekele ( Äthiopien) | 27:01,17 min | Finale OS Peking, Volksrepublik China | 17. August 2008 |

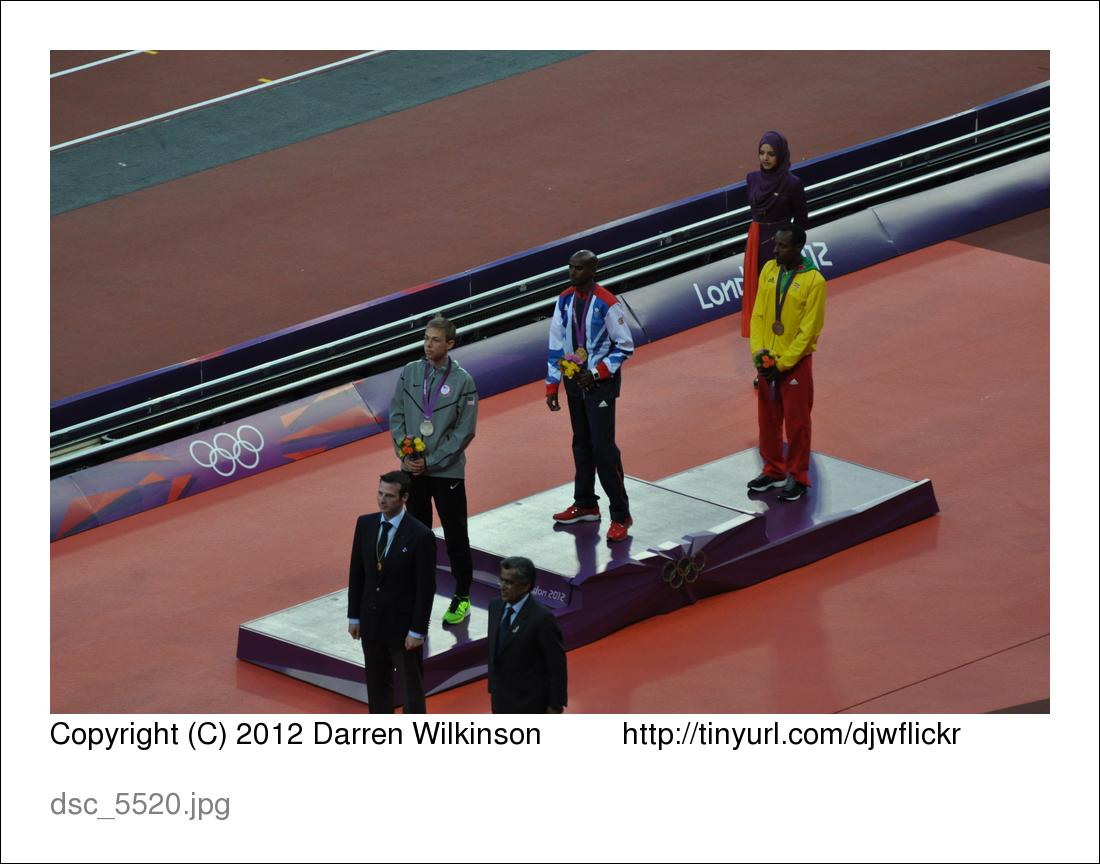
Siegerehrung (v. l. n. r.):
Silber: Galen Rupp / Gold: Mo Farah / Bronze: Tariku Bekele

Der bestehende olympische Rekord wurde bei diesen Spielen nicht erreicht. In einem mit laufenden Tempowechseln gestalteten Wettbewerb lautete die Siegerzeit des britischen Goldmedaillengewinners Mo Farah 27:30,42 min. Den Rekord verfehlte er damit um 29,25 Sekunden. Zum Weltrekord fehlten ihm 1:12,89 min.
Anmerkung:
Alle Zeiten in diesem Beitrag sind Ortszeit London (UTC±0) angegeben.

## Resultat

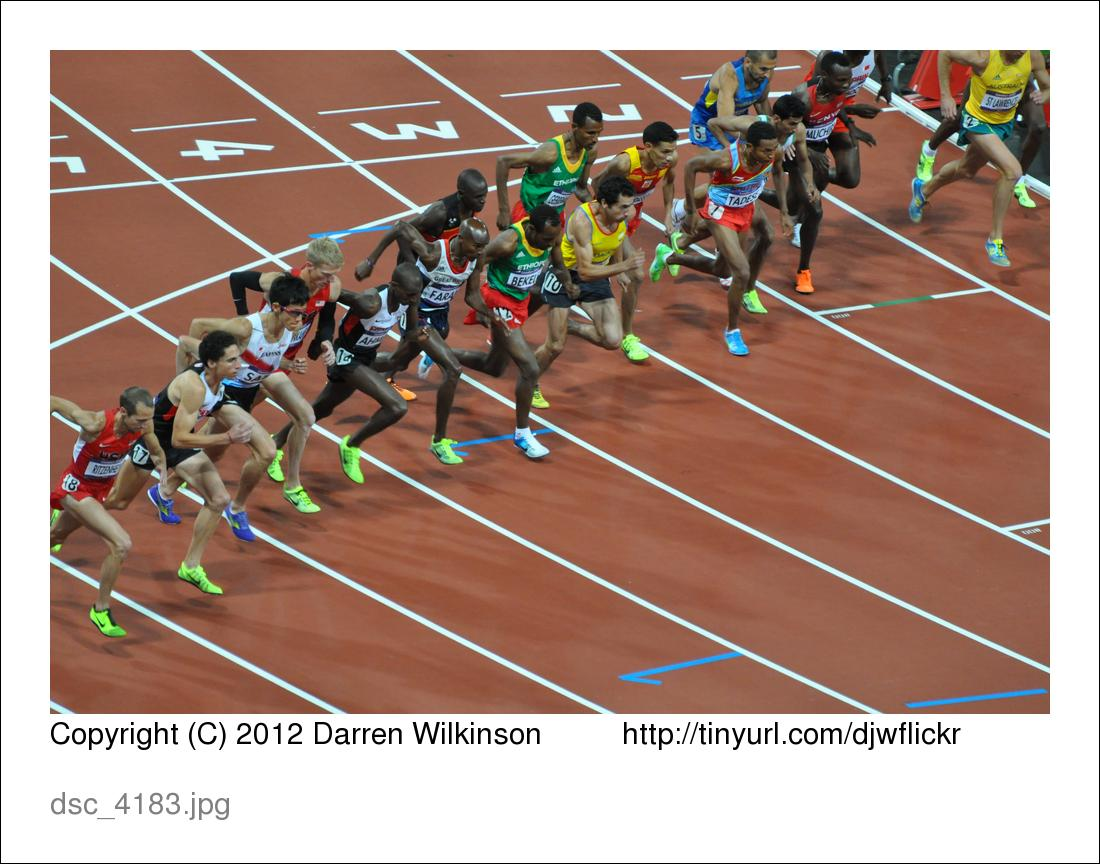
Start des Rennens

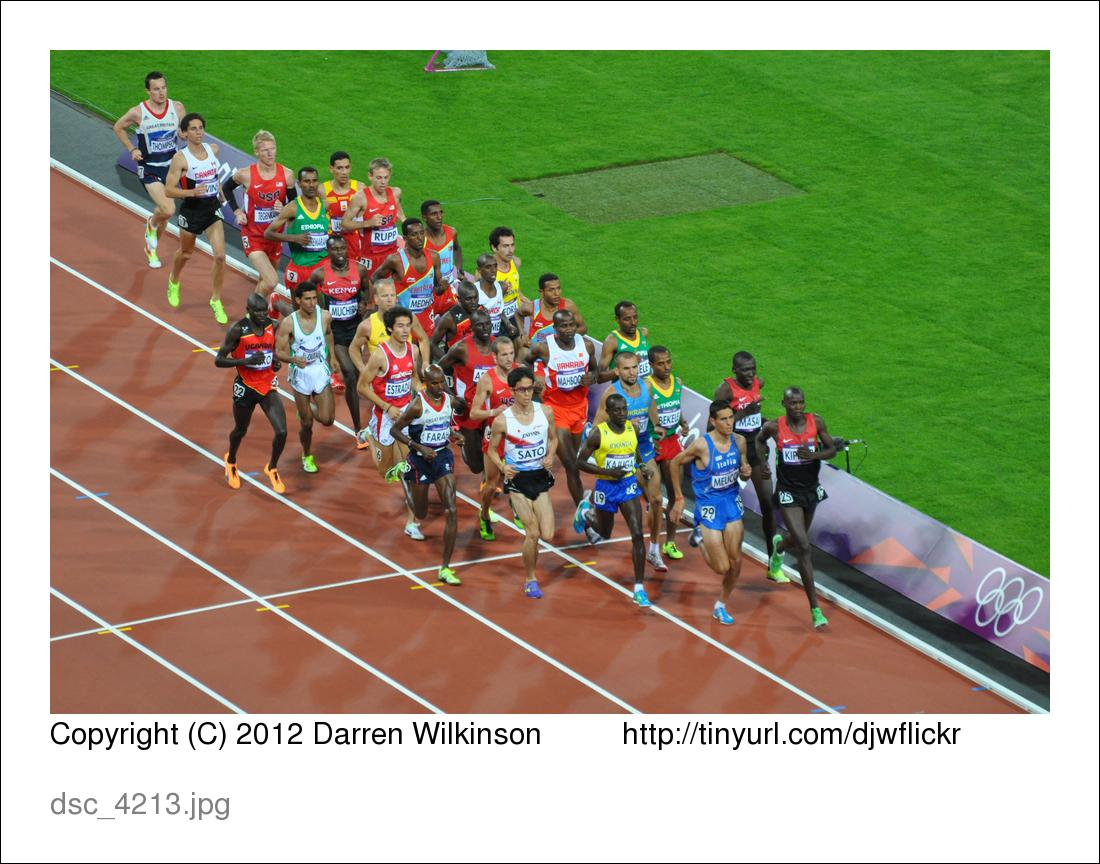
Szene aus dem 10.000-Meter-Lauf

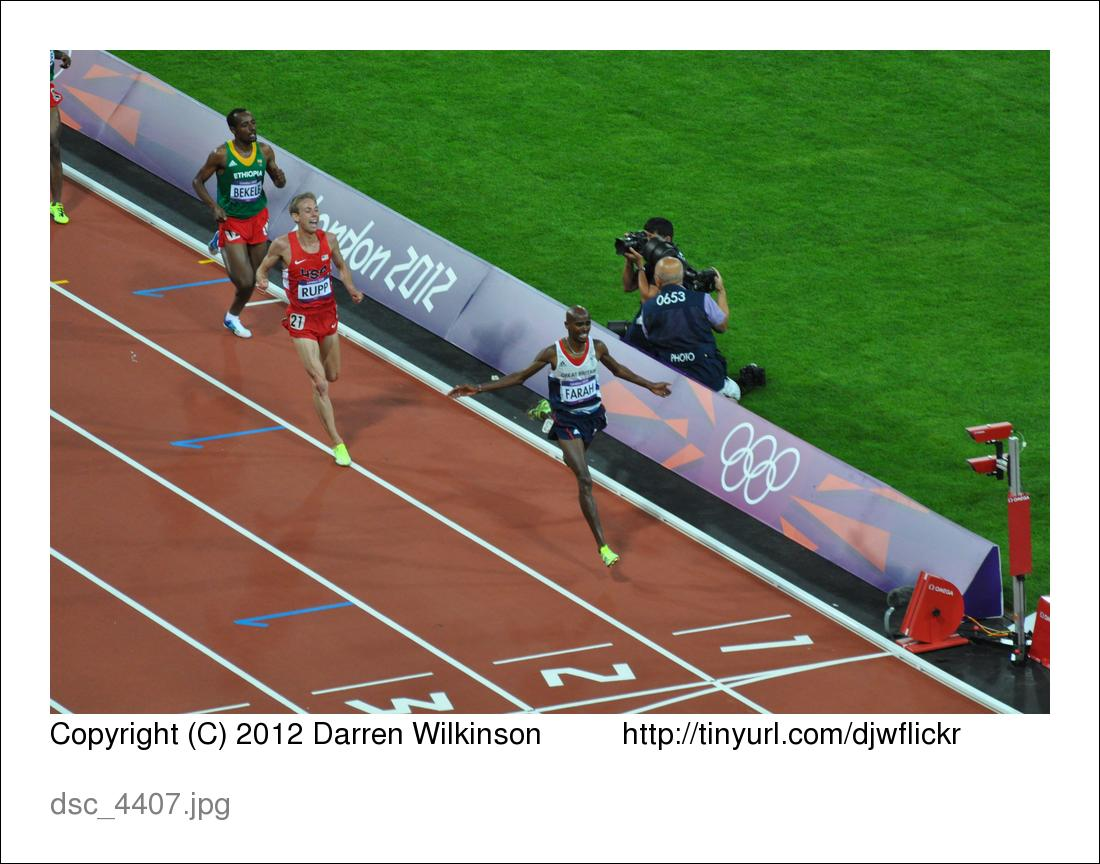
Zieleinlauf: Mo Farah vor Galen Rupp und Tariku Bekele

4. August 2012, 21:15 Uhr
| Zwischenzeiten      | Zwischenzeiten | Zwischenzeiten                                                | Zwischenzeiten |
| Zwischenzeit- Marke | Zwischenzeit   | Führende(r)                                                   | 1000-m-Zeit    |
| ------------------- | -------------- | ------------------------------------------------------------- | -------------- |
| 1000 m              | 2:54,88 min    | Kenenisa Bekele vor dem geschlossenen Feld                    | 2:54,88 min    |
| 2000 m              | 5:59,56 min    | Wilson Kiprop vor dem geschlossenen Feld                      | 3:04,68 min    |
| 3000 m              | 8:42,45 min    | Zersenay Tadese vor einer großen Führungsgruppe               | 2:42,89 min    |
| 4000 m              | 11:23,16 min   | Zersenay Tadese in einer Neunergruppe                         | 2:40,71 min    |
| 5000 m              | 14:05,79 min   | Zersenay Tadese in einer Sechsergruppe                        | 2:42,63 min    |
| 6000 m              | 16:52,71 min   | Zersenay Tadese vor einer großen Führungsgruppe               | 2:46,92 min    |
| 7000 m              | 19:32,58 min   | Moses Ndiema Masai vor einer großen Spitzengruppe             | 2:39,87 min    |
| 8000 m              | 22:15,49 min   | Moses Ndiema Masai vor einer großen Spitzengruppe             | 2:42,91 min    |
| 9000 m              | 25:01,97 min   | Gebregziabher Gebremariam mit einer 12-köpfigen Spitzengruppe | 2:46,32 min    |
| 10.000 m            | 27:30,42 min   | Mo Farah                                                      | 2:28,45 min    |

| Platz | Name                      | Nation         | Zeit (min) |
| ----- | ------------------------- | -------------- | ---------- |
| 0 1   | Mo Farah                  | Großbritannien | 27:30,42   |
| 0 2   | Galen Rupp                | USA            | 27:30,90   |
| 0 3   | Tariku Bekele             | Äthiopien      | 27:31,43   |
| 0 4   | Kenenisa Bekele           | Äthiopien      | 27:32,44   |
| 0 5   | Bedan Karoki              | Kenia          | 27:32,94   |
| 0 6   | Zersenay Tadese           | Eritrea        | 27:33,51   |
| 0 7   | Teklemariam Medhin        | Eritrea        | 27:34,76   |
| 0 8   | Gebregziabher Gebremariam | Äthiopien      | 27:36,34   |
| 0 9   | Polat Kemboi Arıkan       | Türkei         | 27:38,81   |
| 10    | Moses Ndiema Kipsiro      | Uganda         | 27:39,22   |
| 11    | Cameron Levins            | Kanada         | 27:40,68   |
| 12    | Moses Ndiema Masai        | Kenia          | 27:41,34   |
| 13    | Dathan Ritzenhein         | USA            | 27:45,89   |
| 14    | Robert Kajuga             | Ruanda         | 27:56,67   |
| 15    | Nguse Tesfaldet           | Eritrea        | 27:56,78   |
| 16    | Thomas Ayeko              | Uganda         | 27:58,96   |
| 17    | Mukhlid al-Otaibi         | Saudi-Arabien  | 28:07,25   |
| 18    | Mohammed Ahmed            | Kanada         | 28:13,91   |
| 19    | Matthew Tegenkamp         | USA            | 28:18,26   |
| 20    | Ben St. Lawrence          | Australien     | 28:32,67   |
| 21    | Diego Estrada             | Mexiko         | 28:36,19   |
| 22    | Yūki Satō                 | Japan          | 28:44,06   |
| 23    | Ayad Lamdassem            | Spanien        | 28:49,85   |
| 24    | Daniele Meucci            | Italien        | 28:57,46   |
| 25    | Chris Thompson            | Großbritannien | 29:06,14   |
| 26    | Mykola Labovskyy          | Ukraine        | 29:32,12   |
| DNF   | Wilson Kiprop             | Kenia          |            |
| DNF   | Ali Hasan Mahboob         | Bahrain        |            |
| DNF   | Bayron Piedra             | Ecuador        |            |

## Das Rennen
Der Wettbewerb wurde in nur einem Rennen ohne Vorläufe durchgeführt.
Die Favoriten waren der äthiopische Olympiasieger von 2008 und Weltrekordler Kenenisa Bekele sowie der Brite Mo Farah. Bekeles Form war schwer einzuschätzen, da er vor den Spielen von Verletzungen geplagt gewesen war.
Bekele ging das Rennen schnell an, doch bald wurde es langsamer, schon zur dritten Runde wurde das Tempo regelrecht verschleppt, der zweite Kilometer wurde in einer Zeit von knapp mehr als drei Minuten zurückgelegt. Nun übernahm Zersenay Tadese aus Eritrea die Führung und machte das Rennen mit 1000-Meter-Abschnitten zwischen 2:40 und 2:47 Minuten wieder deutlich schneller. In Runde sieben stürzte Moses Ndiema Kipsiro aus Uganda, nachdem es im dicht geschlossenen Feld zu einer Berührung durch den Läufer hinter ihm gekommen war. Kipsiro rappelte sich schnell wieder hoch und fiel zunächst zurück in die Sechsergruppe, die inzwischen den Anschluss auf das restliche Feld verloren hatte. Mit einem Zwischenspurt fand er dann wieder Anschluss an die große Führungsgruppe.
Bedingt durch das zügige Tempo fiel das Feld im weiteren Verlauf mehr und mehr auseinander. Zunächst setzte sich eine Neunergruppe etwas ab, aus der bis zum vierten Kilometer sechs Läufer übrig blieben. Doch als es bei Streckenhälfte wieder ein wenig langsamer wurde, fand sich wieder eine große Gruppe von fünfzehn Läufern an der Spitze zusammen.
Als der führende Tadese nach gut sieben Kilometern etwas langsamer wurde, ergriff der Kenianer Moses Ndiema Masai die Initiative und erhöhte das Tempo wieder. Richtig schnell wurde es dann auf den letzten tausend Metern, immer noch waren zwölf Läufer vorne zusammen. Die Entscheidung fiel erst auf der Schlussrunde. Farah setzte sich nun an die Spitze, die Gruppe hinter ihm wurde immer kleiner und am Ende lief er mit großer Spurtkraft ungefährdet zum Olympiasieg. Den Schlusskilometer hatte er in 2:28,45 min zurückgelegt. Farahs US-amerikanischer Trainingspartner Galen Rupp zog auf der Zielgeraden an Tariku Bekele, dem Bruder des Favoriten Kenenisa Bekele, vorbei und kam als Zweiter ins Ziel. Die nächsten Plätze belegten die Bekele-Brüder aus Äthiopien: Tariku gewann Bronze, Kenenisa wurde Vierter vor dem Kenianer Bedan Karoki. Zersenay Tadese, der lange geführt hatte, belegte Rang sechs. Moses Ndiema Masai, der bei Kilometer sieben die Initiative ergriffen hatte, wurde Zwölfter.
Mo Farah war der erste britische Olympiasieger auf dieser Distanz.

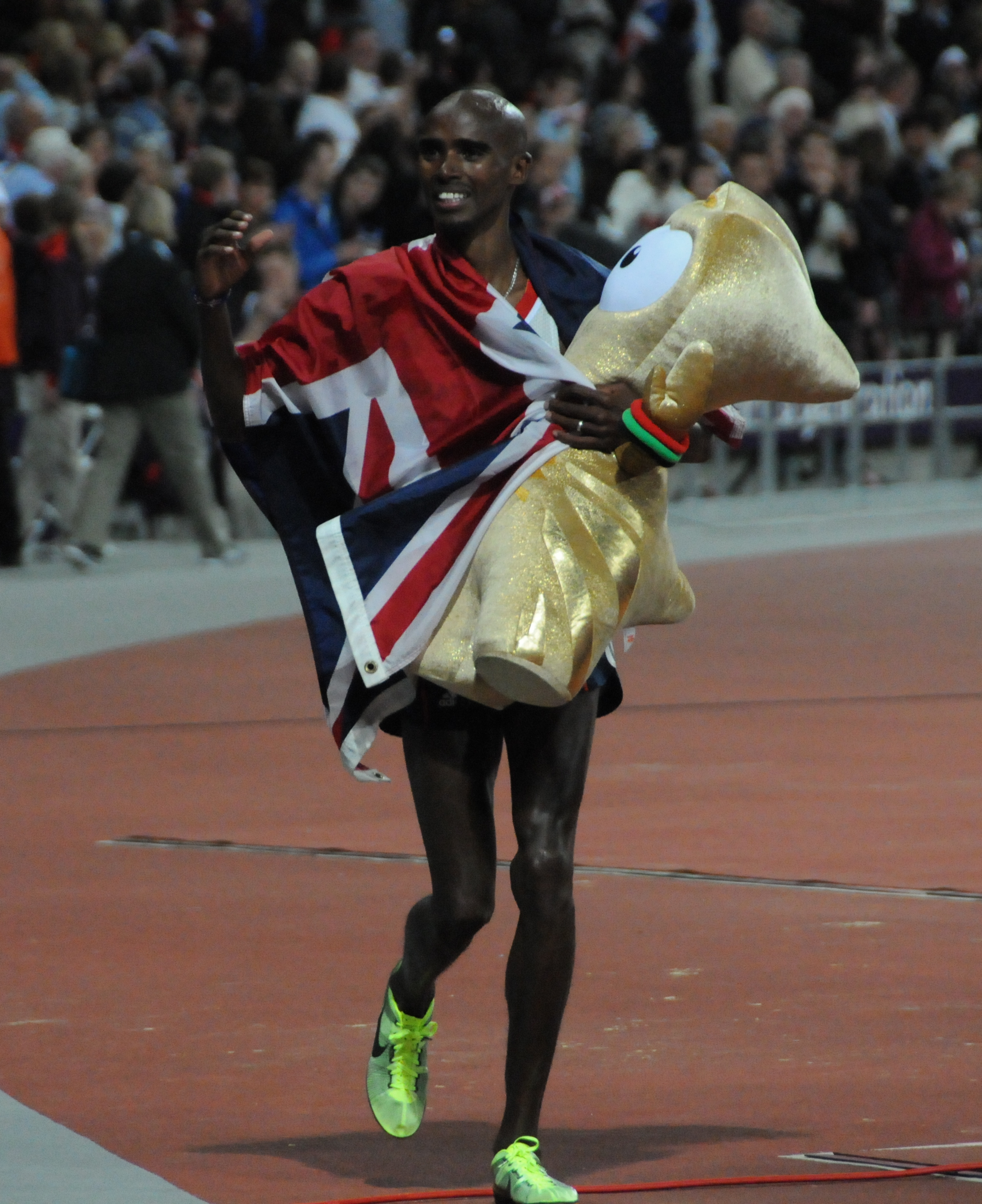
Olympiasieger: Mo Farah
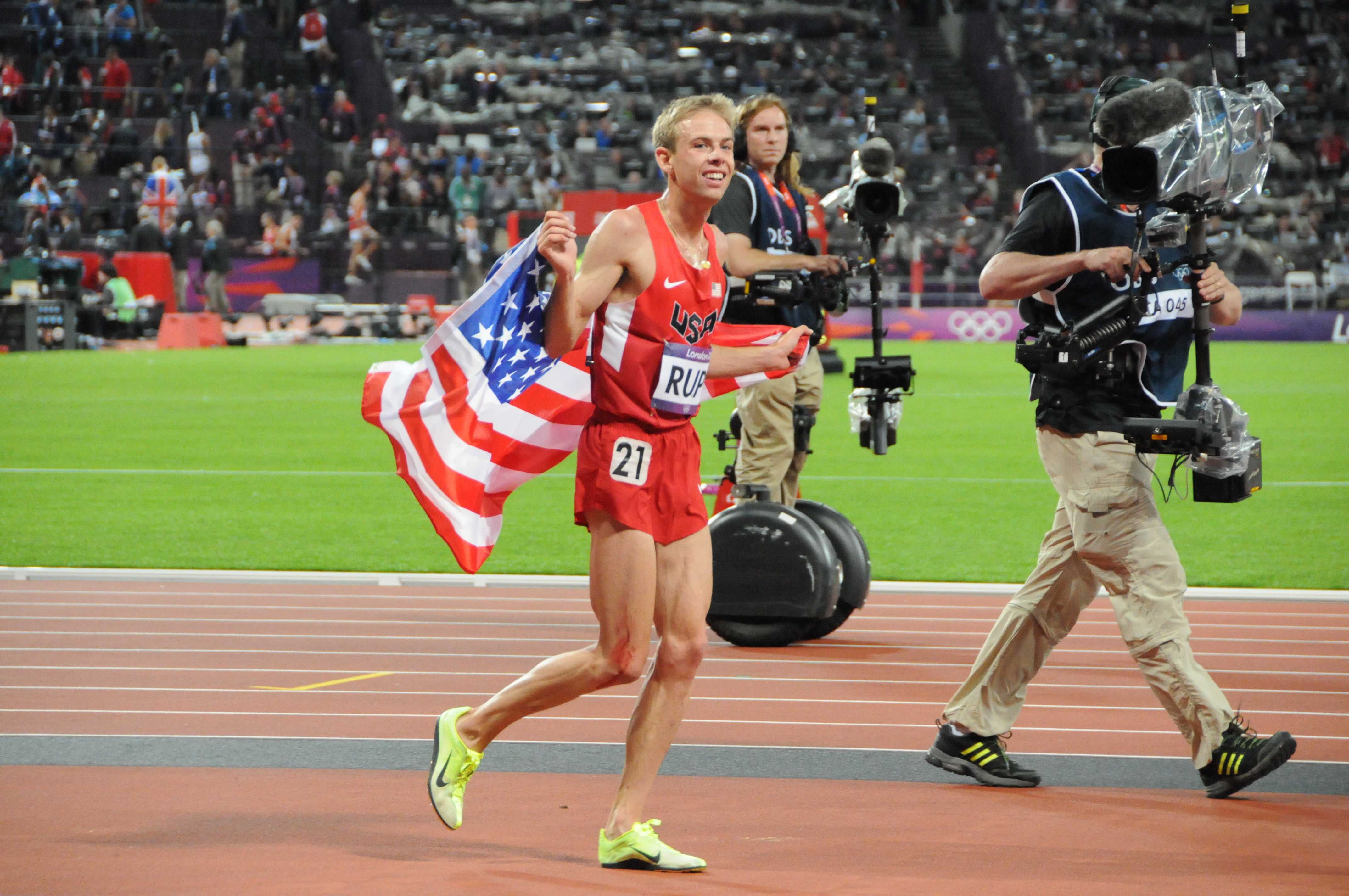
Silbermedaillengewinner Galen Rupp
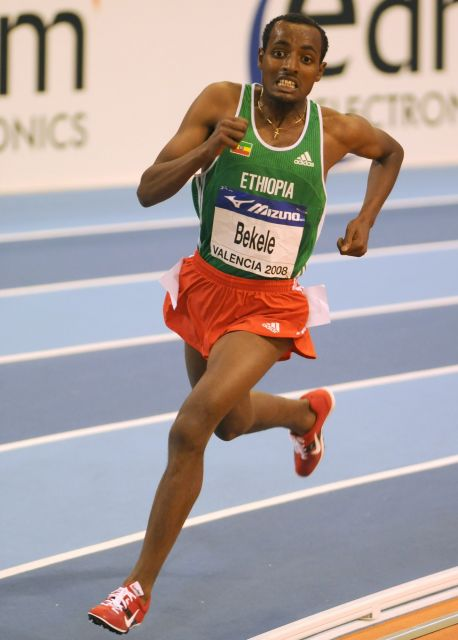
Bronzemedaillengewinner Tariku Bekele

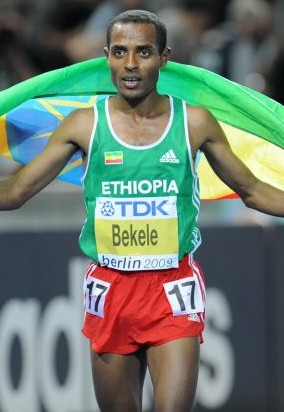
Der Olympiasieger von 2008 Kenenisa Bekele belegte Rang vier
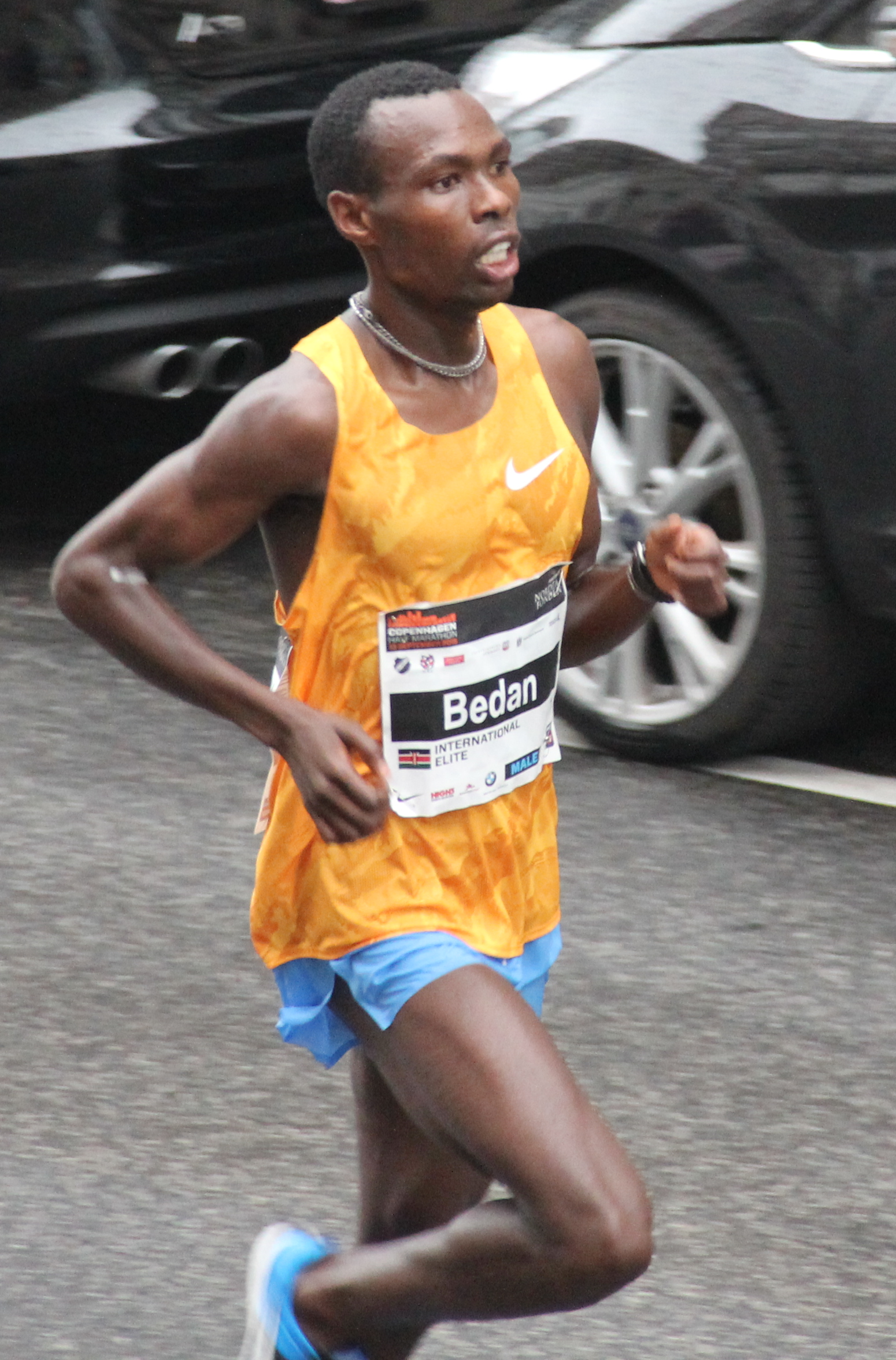
Bedan Karoki – Platz fünf
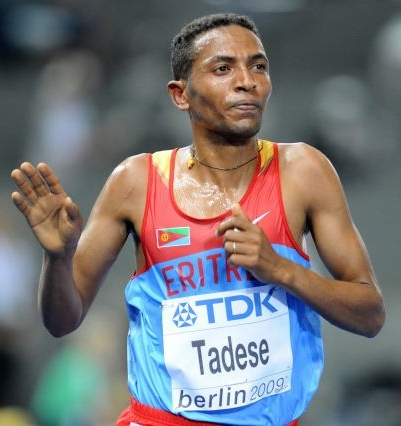
Zersenay Tadese kam auf den sechsten Platz
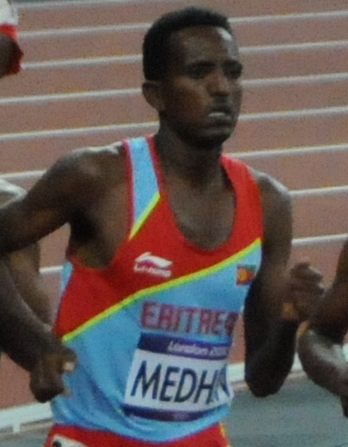
Der siebtplatzierte Teklemariam Medhin
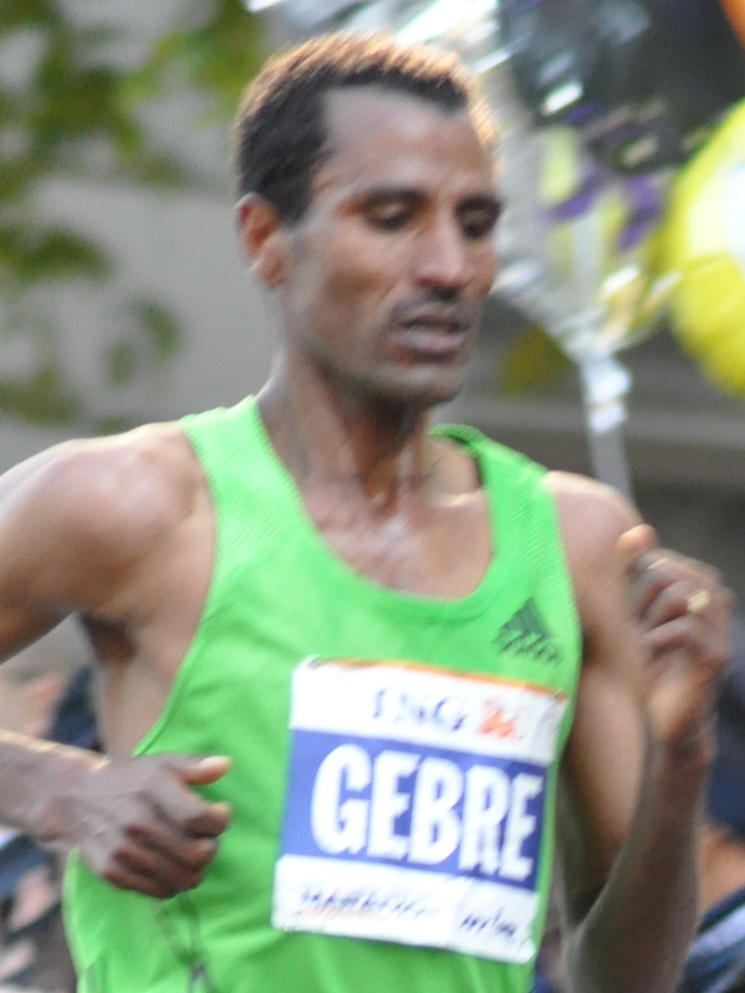
Gebregziabher Gebremariam – Rang acht
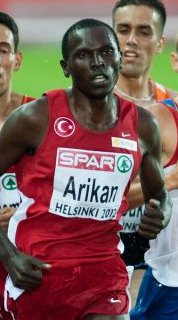
Rang neun für Polat Kemboi Arıkan
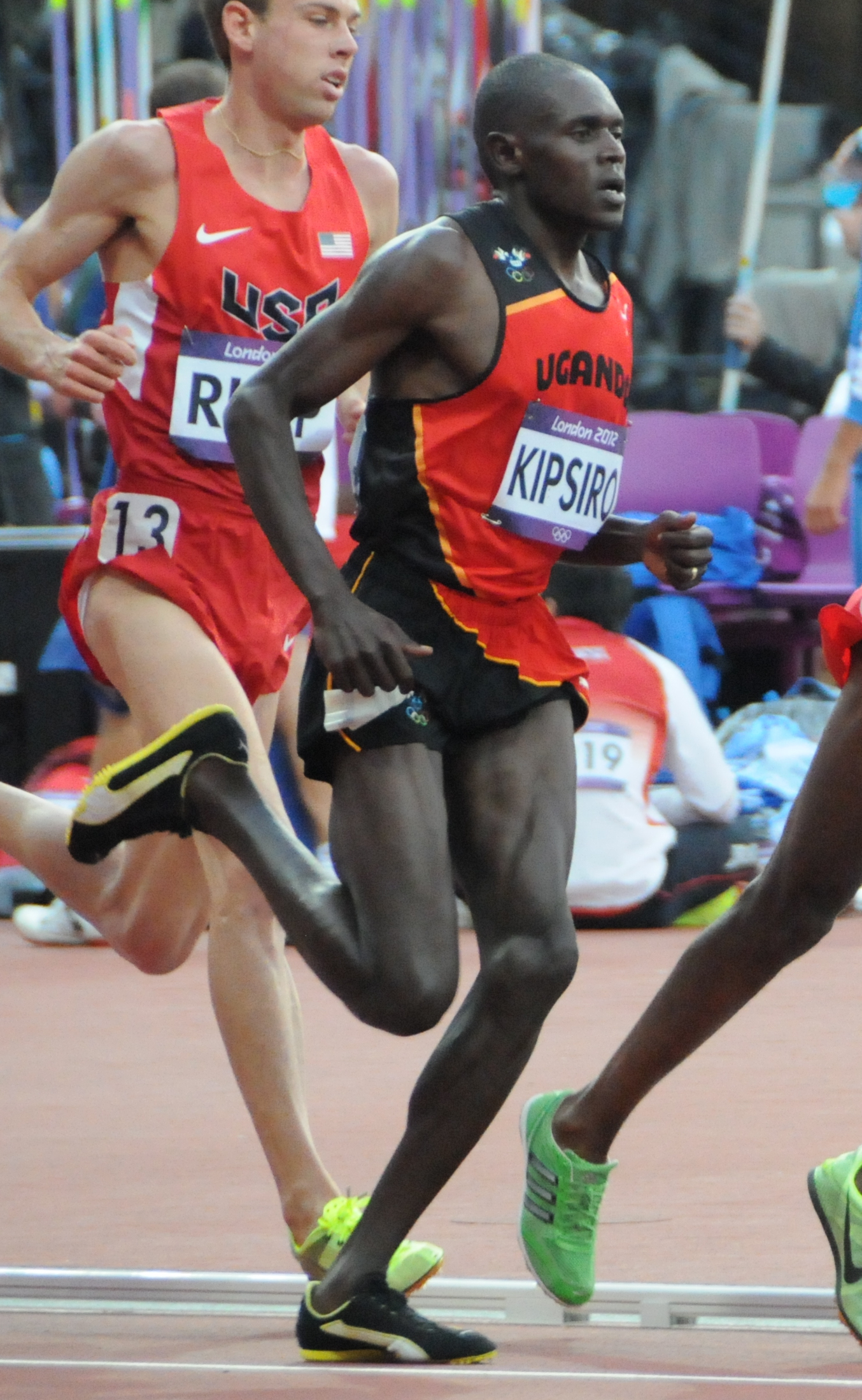
Moses Ndiema Kipsiro wurde Zehnter
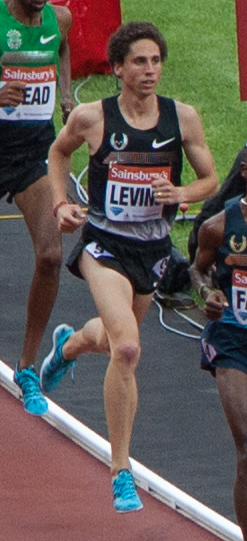
Cameron Levins – Platz elf
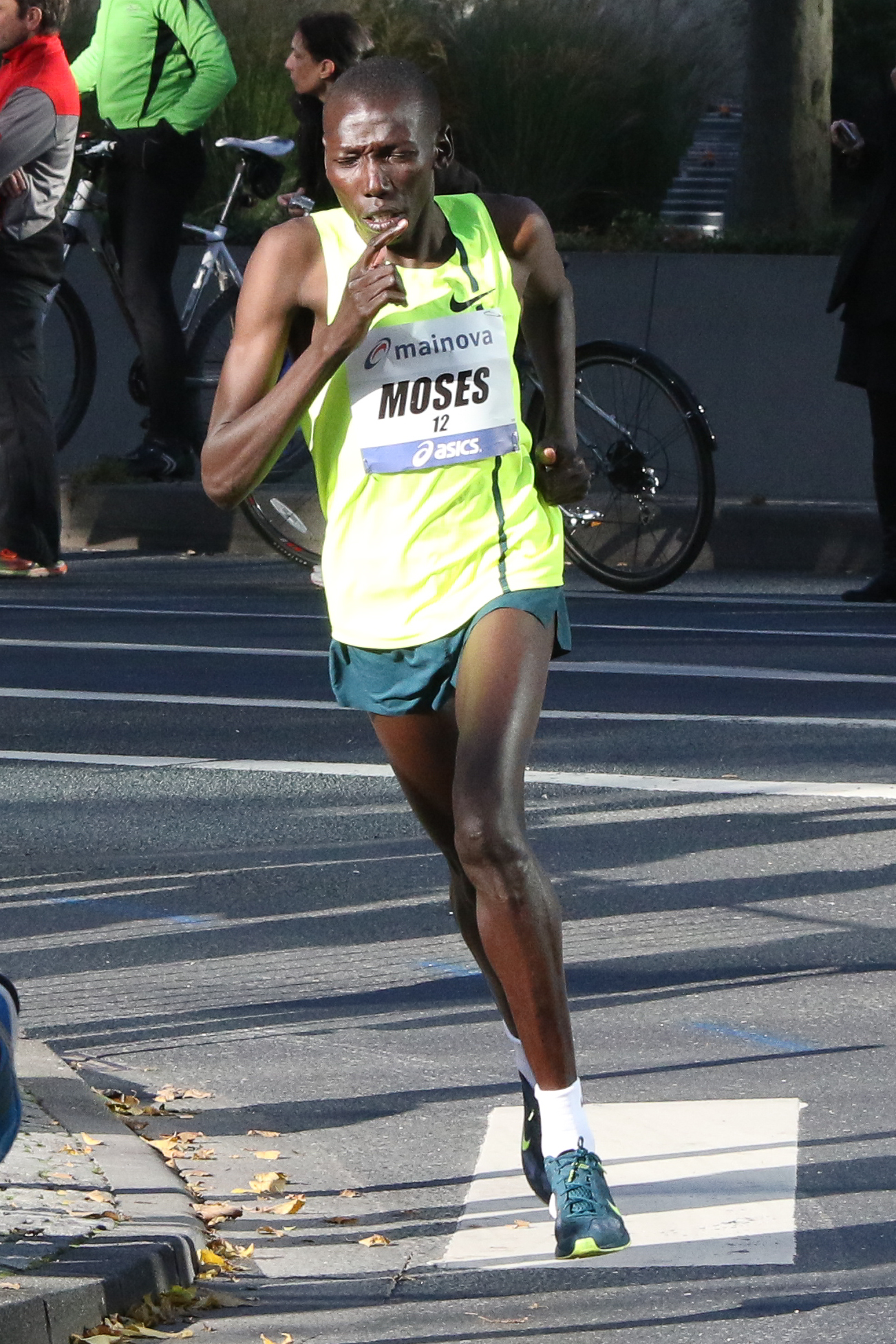
Moses Ndiema Masai – Rang zwölf
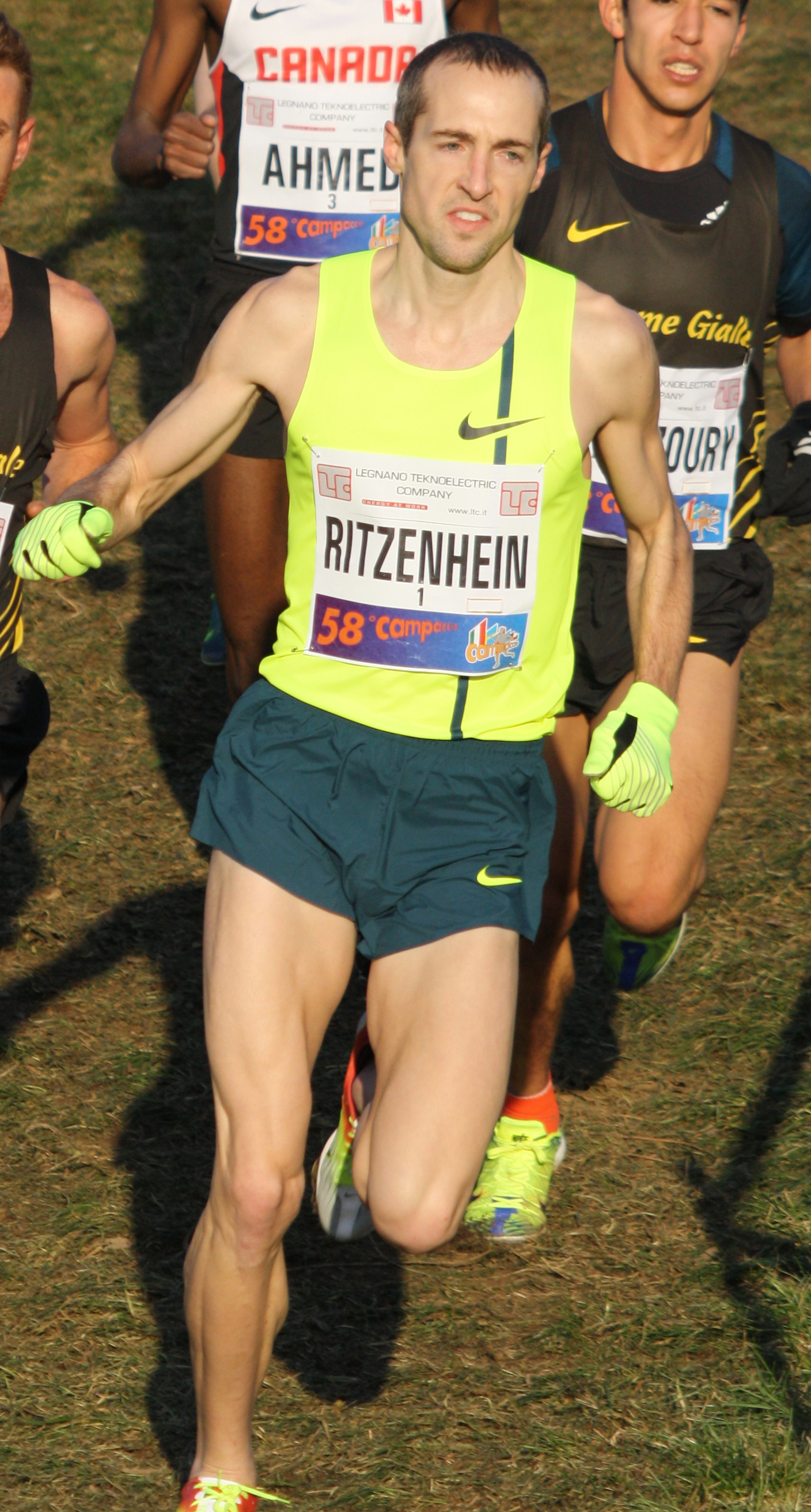
Dathan Ritzenhein – Rang dreizehn
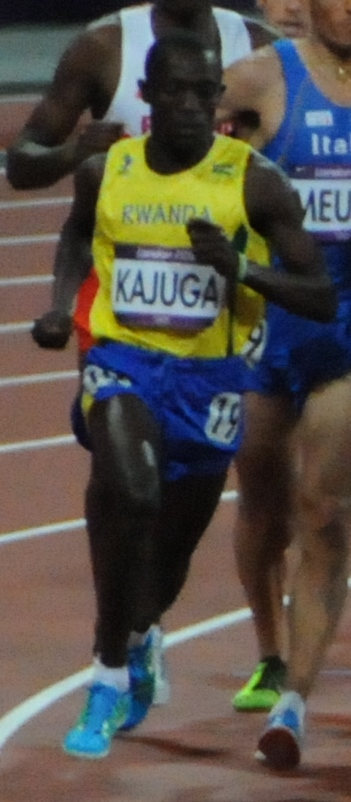
Robert Kajuga – Rang vierzehn
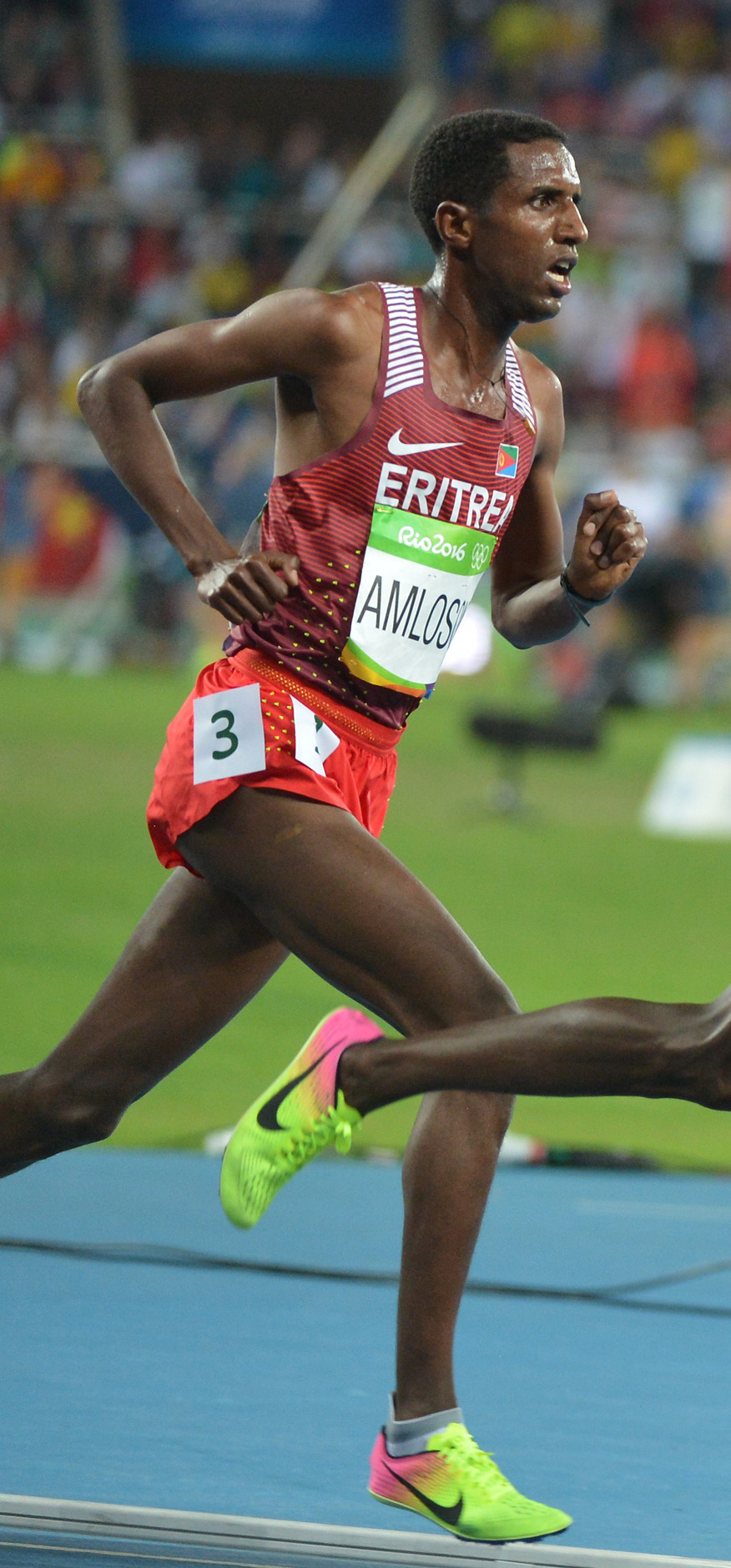
Nguse Tesfaldet – Rang fünfzehn
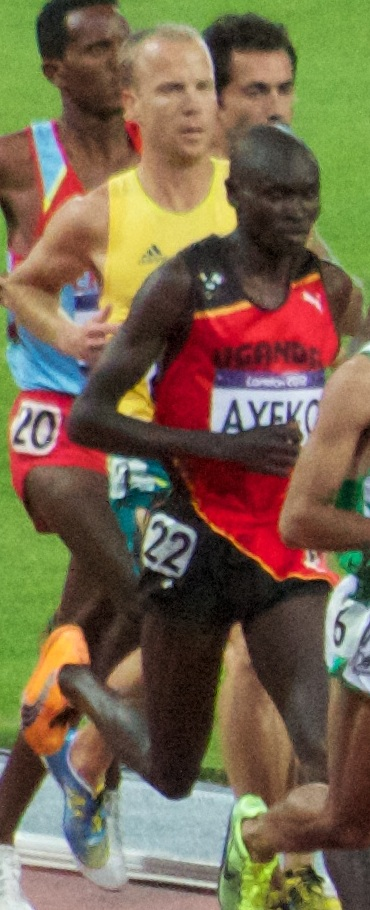
Thomas Ayeko – Rang sechzehn
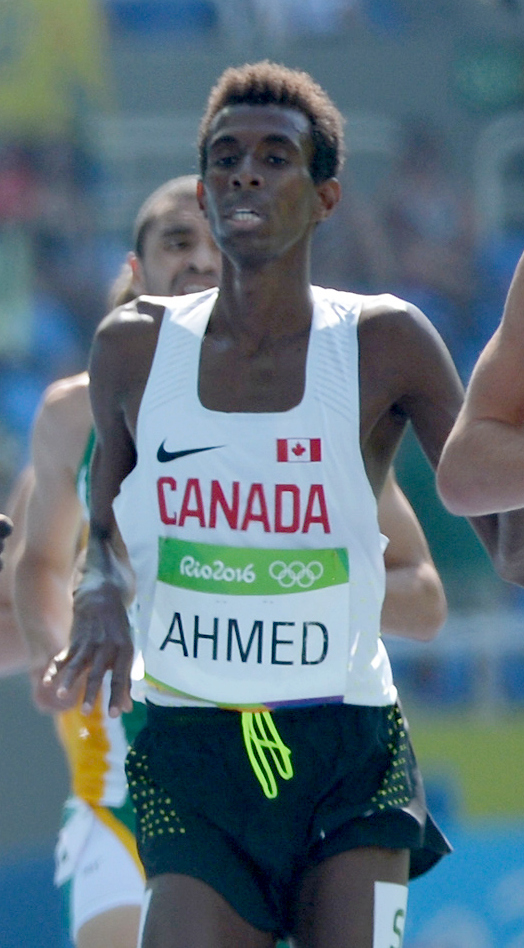
Mohammed Ahmed – Rang achtzehn
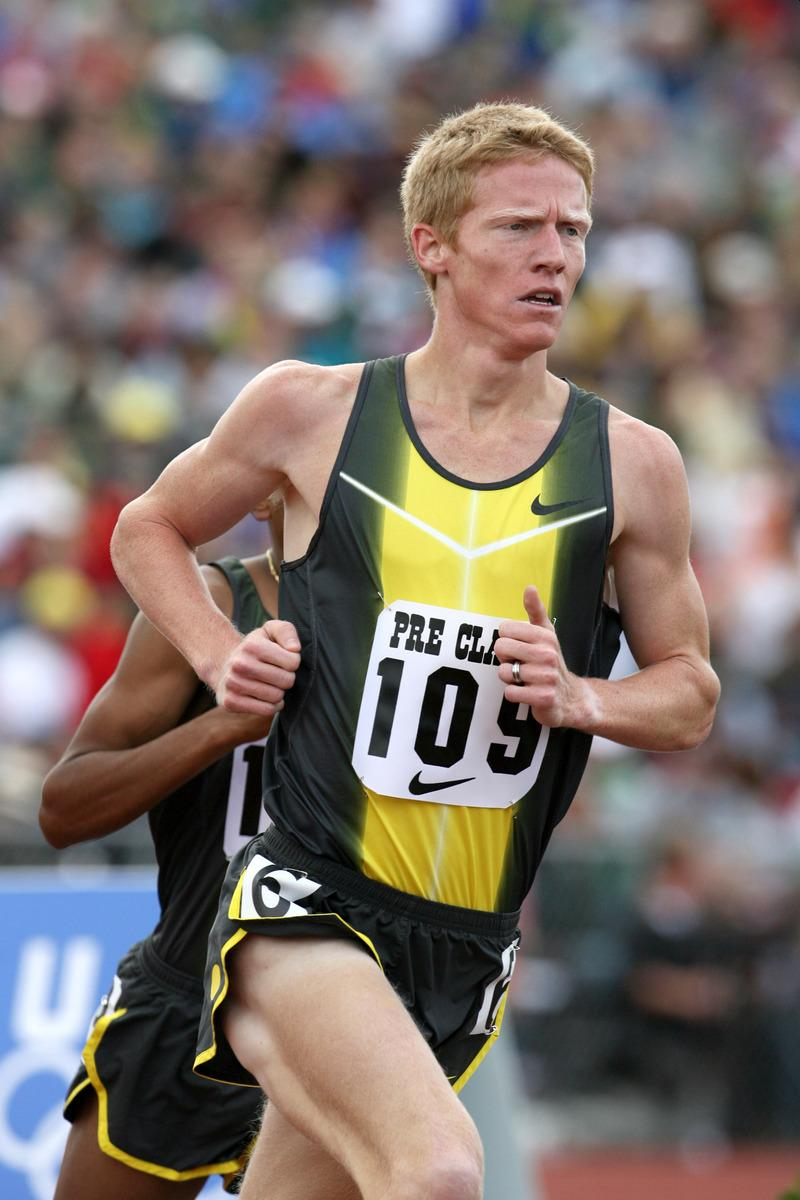
Matthew Tegenkamp – Rang neunzehn
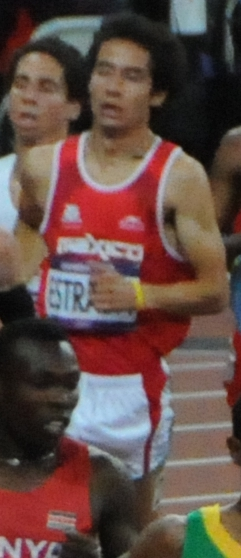
Diego Estrada – Rang 21
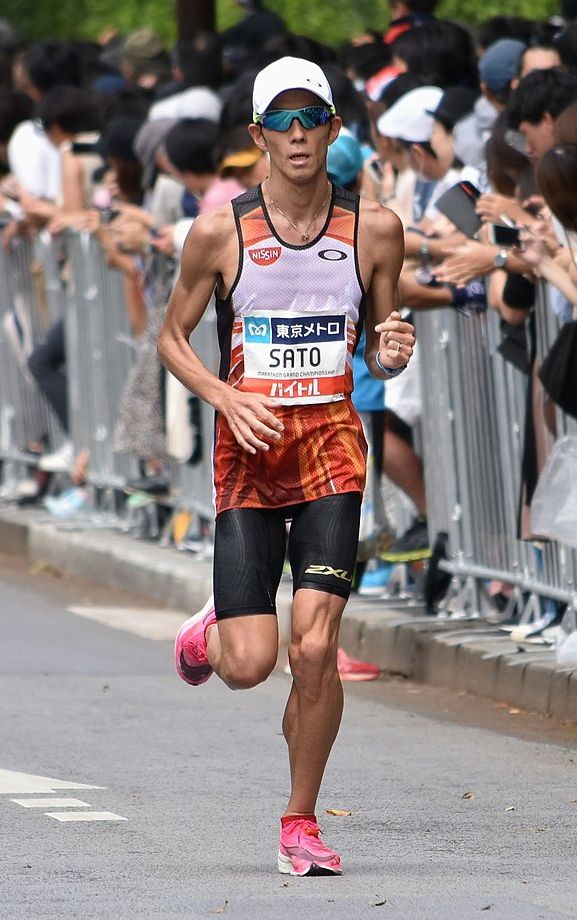
Yūki Satō – Rang 22
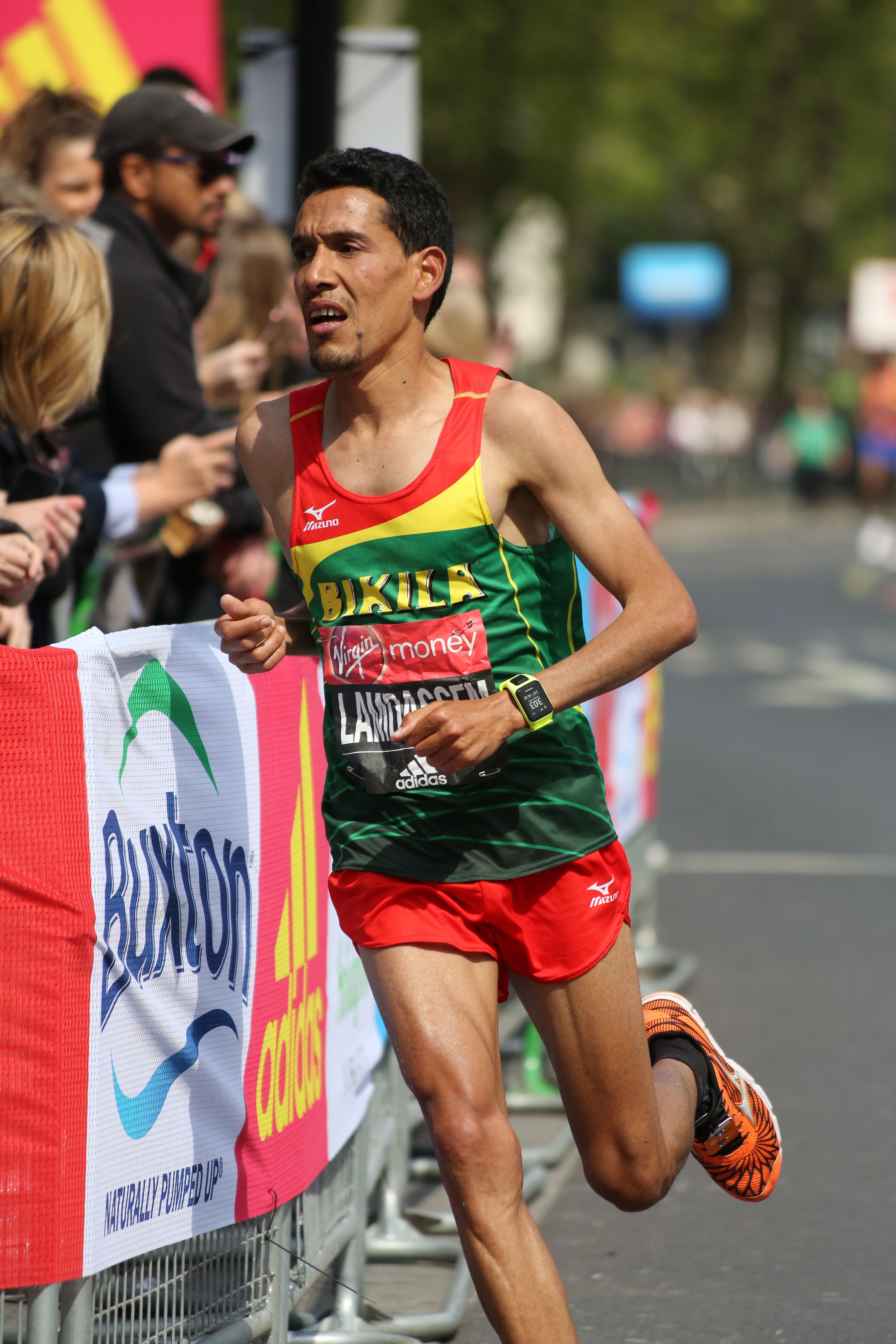
Ayad Lamdassem – Rang 23
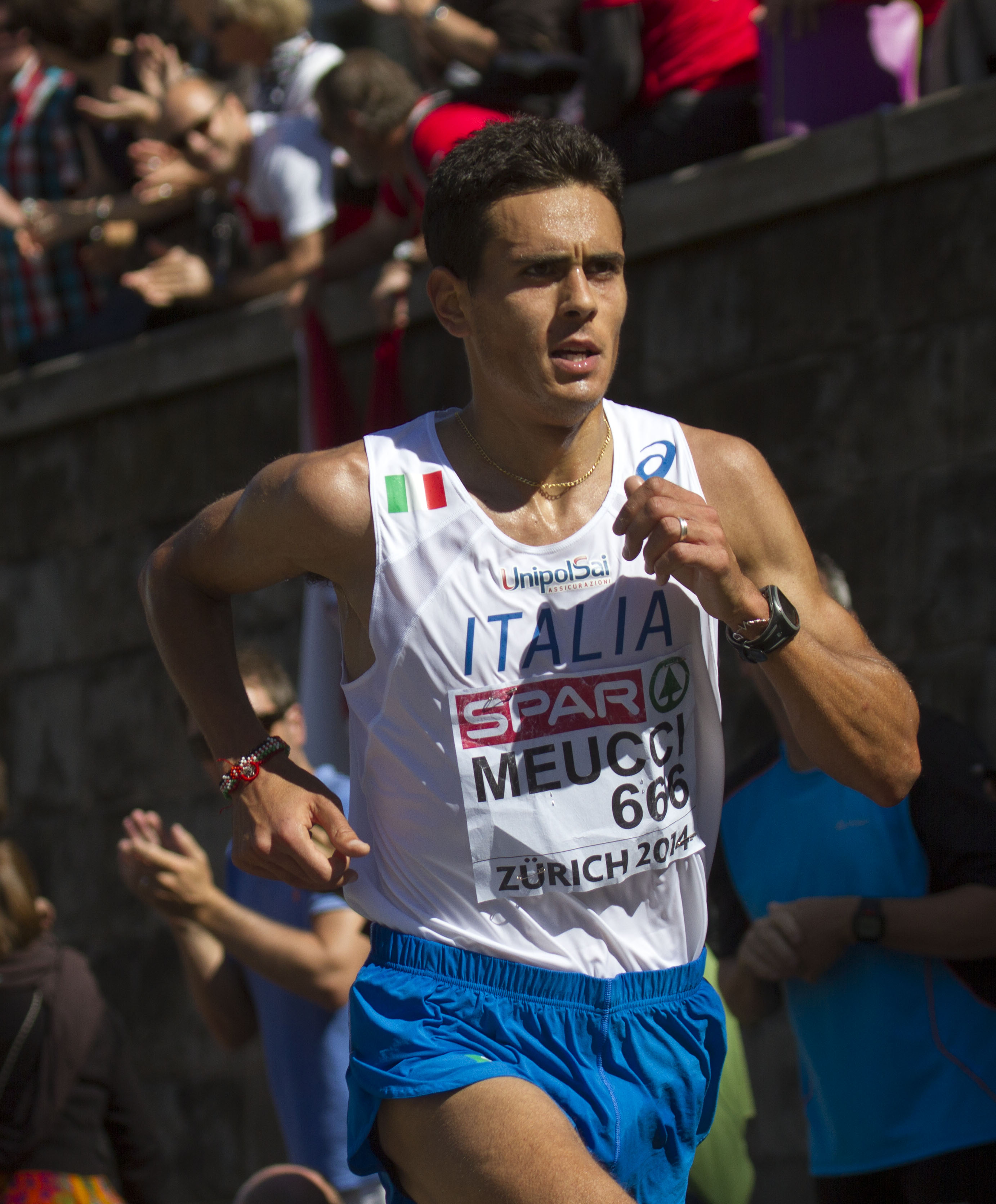
Daniele Meucci – Rang 24
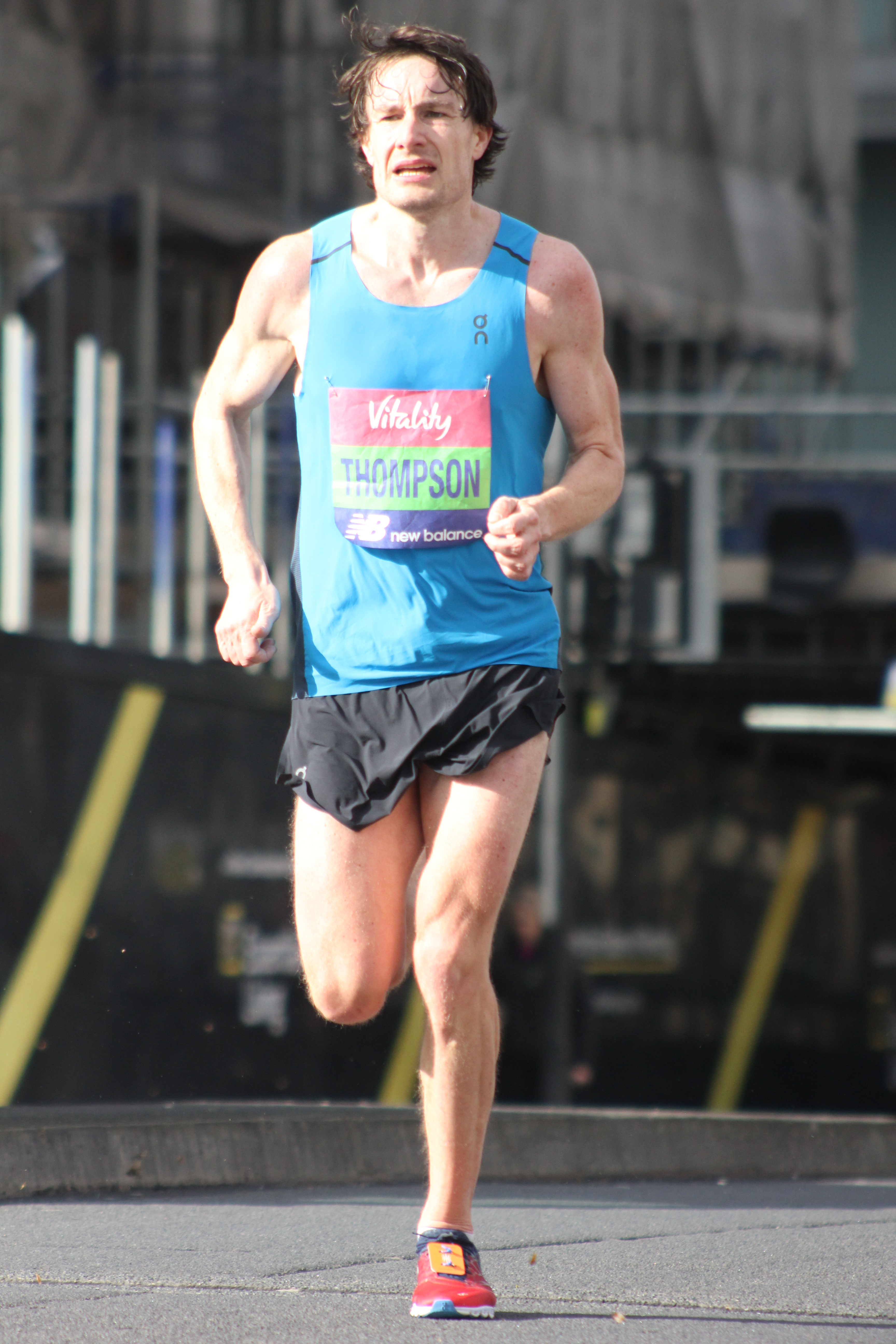
Chris Thompson – Rang 25
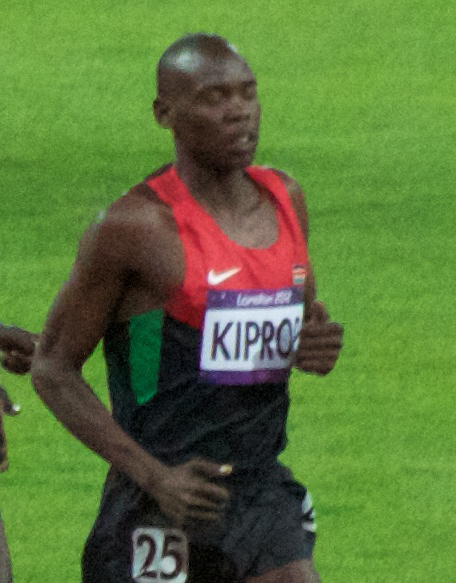
Wilson Kiprop gab das Rennen nach Führung in der Anfangsphase auf
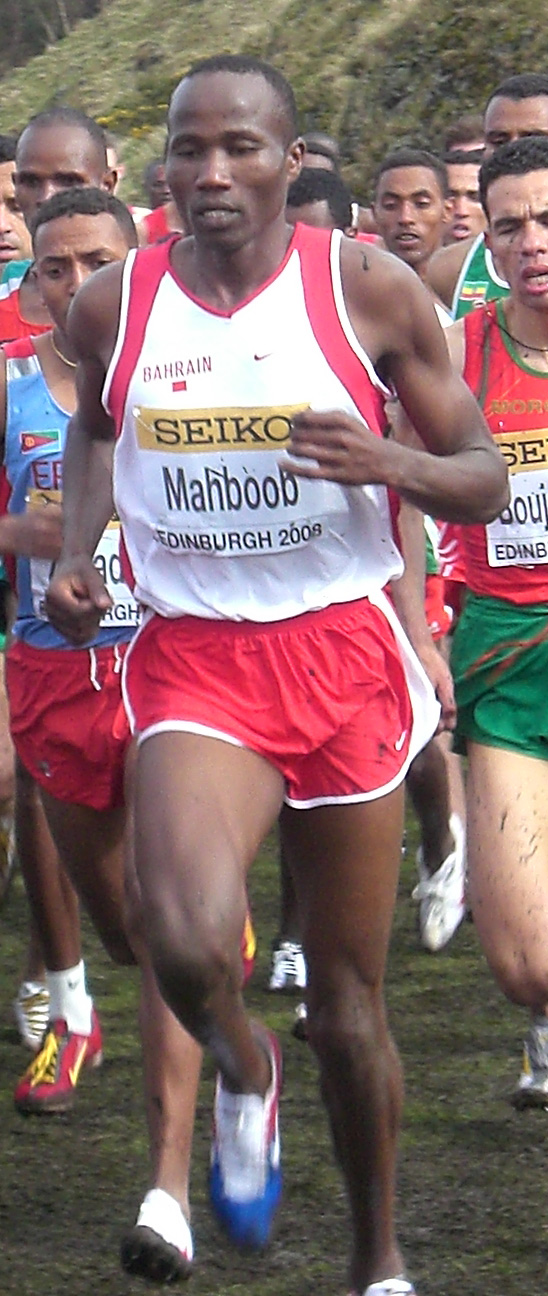
Ali Hasan Mahboob – nicht im Ziel
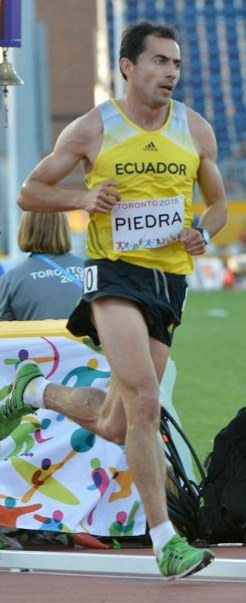
Bayron Piedra – nicht im Ziel

## Video
- Mo Farah Wins 10,000m Gold - London 2012 Olympics, youtube.com, abgerufen am 25. März 2022